# 小島慶子のオールナイトニッポンGOLD
『小島慶子のオールナイトニッポンGOLD』（こじまけいこのオールナイトニッポンゴールド）とは、ニッポン放送で放送されていたラジオ番組である。

## 概要
2012年4月に“一夜限りのパーソナリティ”を務めた小島慶子が2013年4月からこのオールナイトニッポンGOLDでレギュラーパーソナリティを務めていたものである。
この番組では小島慶子自身、1年ぶりのラジオレギュラーで、初のニッポン放送でのレギュラー、さらに、一人でラジオ番組を仕切ると共に、TBSアナウンサー時代に担当していた「BATTLE TALK RADIO アクセス」以来、11年ぶりの夜の番組のパーソナリティを務めることになった。
2013年4月3日の初回放送はナイター中継延長のため、キー局であるニッポン放送での放送開始を待ってからタイトルコールを行ったため、番組開始からタイトルコールまで43分の時間を要した。
この番組では、お題が難しいという理由で投稿する話がなくても、リスナーが勝手に新コーナーを作る「自由放任主義」を取っていた。ただし、リスナーからの曲のリクエストについては、メッセージを読み上げたあとに、リクエストを受け付けていない旨を告げた上で曲はかけていなかった。
2013年8月7日は特別番組「泉谷しげるのオールナイトニッポンGOLD」を放送したため番組は休止となった。
小島単独での番組は2013年10月2日で終了。翌週（2013年10月9日）から番組にもゲスト出演の経験があるミッツ・マングローブとともに「小島慶子とミッツ・マングローブのオールナイトニッポンGOLD」としてリニューアル。番組メールアドレスはそのまま継続されるが、Twitterのハッシュタグなどが変更になった。

## コーナー
- コジマのマトメ

おやすみ前にその日の出来事を振り返る。
- 小島音楽堂

世界の名曲を紹介する。
- 小島姉さん、事件です!

リスナーにはアナタの身のまわりに起こった事件を報告してもらうが、実際にあった事件でも、ネタ職人の作品でも構わない。
- 教えて!小島姉さん

リスナーが、優しい小島姉さんに教えて欲しいことと質問・お悩み相談を受け付ける。
- 教えて!小島兄さん

漢の中の漢（!?）の小島兄さんに教えて欲しいことと質問・お悩み相談を受け付ける。
- 私の決めつけ

このコーナーでは「○○している（する）人は△△だ!と、決めつけています。」という風に、リスナーの、偏った決めつけや、宇宙の法則を送ってもらう。